# Menhir von Dalchau
Der Menhir von Dalchau war ein vorgeschichtlicher Menhir bei Dalchau, einem Ortsteil von Möckern im Landkreis Jerichower Land, Sachsen-Anhalt. Er wurde wohl im 18. oder 19. Jahrhundert zerstört.

## Lage
Der Menhir lag auf der linken Seite des von Möckern nach Dalchau führenden Weges auf einem als „Stoppelstücken“ bezeichneten Acker. Aus Dalchau sind außerdem zwei zerstörte Grabhügel (der Creutzberg und der Dörrberg) sowie der Flurname „Steinberge“ bekannt, der auf ein zerstörtes Großsteingrab hindeuten könnte.

## Forschungsgeschichte
Erstmals dokumentiert wurde die Anlage von Joachim Gottwalt Abel, der zwischen 1755 und 1806 Pastor in Möckern war. Dieser hinterließ hierüber nur handschriftliche Aufzeichnungen, die 1928 durch Ernst Herms publiziert wurden. Der Menhir selbst war bei Herms’ Untersuchungen aber bereits zerstört.

## Beschreibung
Es handelte sich um einen aufgerichteten Stein von ovaler Form. Er war unten breit und lief nach oben spitz zu. Seine Höhe betrug 7 Fuß (etwa 2,2 m). Sein Umfang betrug am unteren Ende 33 Fuß (etwa 10,2 m). Um den Stein war ein künstlicher Hügel aufgeschüttet worden, in dem er mehrere Fuß tief in der Erde steckte.